# سک ادی
سک ادی (انگلیسی: Cec Edey؛ زادهٔ ۱۲ مارس ۱۹۶۵) بازیکن فوتبال اهل بریتانیا است.
از باشگاه‌هایی که در آن بازی کرده‌است می‌توان به باشگاه فوتبال مکلسفیلد تاون، باشگاه فوتبال استالی‌بریج سلتیک، و باشگاه فوتبال هاید اشاره کرد.